# 戀愛雖然麻煩，但更討厭孤獨！
《戀愛雖然麻煩，但更討厭孤獨！》（韓語：연애는 귀찮지만 외로운 건 싫어!）是韓國MBC every1的原創電視劇，由《甜鹹辦公室》導演李賢珠執導，《命中注定我愛你》編劇趙鎮國作家與新人編劇崔柔情作家共同執筆，智鉉寓、金昭誾、朴健一等人領銜主演。劇情講述有著想要戀愛但疲於負擔，渴望自由但討厭孤獨之現實共感的年輕人們，同住於共有住宅而展開的浪漫故事。
MBC every1於每週二晚間10點50分首播，MBC則於隔週一晚間9點30分於地上波播映，愛奇藝台灣站與韓同步上線。

## 演員陣容

### 主要人物
- 智鉉寓 飾演 車康宇

37歲，301號房客，精神科醫師，經營著「有點不同精神科」。有著精緻的臉蛋，但個性卻與之相距甚遠，宛如淘氣的大男孩，甚至難以從他的行為舉止中，透露出醫師的身份。言語散發著「哲學的香氣」，某次在進行戲劇治療時，意外與娜恩結下不解之緣。
- 金昭誾 飾演 李娜恩

33歲，小說家志願生，曾任新聞社校閱部，現以校稿與在咖啡廳打工為業。義俠心過分滿溢的個性，使她總是陷入尷尬的情境，如今單身四年的她，正「拒絕戀愛」中，更渴望完成夢想。
- 朴健一 飾演 姜玄鎮

33歲，302號房客，空服員。從頭到腳都維持著整潔與體面，不容許一絲凌亂，雖然是個一板一眼的原則主義者，但同時也是個不干涉他人的和平主義者。與娜恩自幼稚園維持閨蜜關係至今，當娜恩無處可居時，他和娜恩展開了奇妙的同居生活。

### Happy Together的房客們
- 韓智婉 飾演 崔京媛

36歲，402號房客，江南整形外科顧問。美麗的面容與高雅的微笑，使她總能吸引眾男女的注目。康宇討人愉快的言語和無厘頭的行為，溫暖了她沈重的心，但娜恩的入住卻擾亂了她接近康宇的步調。
- 賀營 飾演 錢寶拉

28歲，403號房客，外國飲料公司韓國分部行銷組代理，在美國長大而精通英語與韓語。坦率又有親和力，但她卻被個性相反又神秘的鄭勳吸引。
- 孔燦 飾演 鄭勳

31歲，303號房客，VIP專門保鑣，業界最具實力的保鑣。有著如明星般的臉蛋與身材，雖然總是面無表情，但其魅力仍迷倒不少女性。
- 金山浩 飾演 金東錫

42歲，401號房客，共有住宅「Happy Together」的所有人，前職為飯店主廚，是一名有個五歲兒子的單親爸爸。
- 徐宇真 飾演 金旻

5歲，是金東錫的獨生子，平常都由祖父母照顧，偶爾接到Happy Together照顧，不希望離婚官司影響到小孩，出現集數：第2集。

### 娜恩的朋友們
- 孫知賢 飾演 韓雅凜

33歲，娜恩的老友，是個戀愛至上主義者，對玄鎮有著超越友誼的感情，但始終未表態。
- 車秀妍 飾演 趙智雅

35歲，大亨書店電子雜誌編輯者，是娜恩與雅凜的國文系學姊。曾有過六個月的婚姻生活，如今已離婚三年，拒絕再婚的她，更享受戀愛與睡眠。

### 其他人物
- 盧志勳 飾演 盧志勳

29歲，空服員，以玄鎮為榜樣的後輩。
- 安德烈亞斯·瓦沙科普洛斯（英语：Andreas Varsakopoulos） 飾演 大衛

29歲，智雅的年下外國男友。
- 蔡松亞（朝鲜语：채송아） 飾演 夏美蘭

41歲，「有點不同精神科」室長，知悉康宇過去的傷痛，有如姊姊般的存在。
- 趙賢榮 飾演 潘曉靜

28歲，玄鎮的女友，與玄鎮在同公司擔任空服員。

### 特別演出
- 申素律 飾演 金瑞英

## 分集
| 集數 | 標題                     | 首播日期 （MBC every1） | 播出日期 （MBC） | AGB收視率 （MBC every1） | AGB收視率 （MBC） |
| ---- | ------------------------ | ----------------------- | ---------------- | ------------------------ | ----------------- |
| 1    | 神經病住在隔壁⋯⋯？       | 2020年8月11日           | 2020年8月17日    | 0.571                    | 2.32.8            |
| 2    | 終於升起浪漫的序幕！     | 2020年8月18日           | 2020年8月24日    | 0.294                    | 1.42.5            |
| 3    | 錯亂的心                 | 2020年8月25日           | 2020年8月31日    | 0.318                    | 1.51.7            |
| 4    | 和你慢慢開始             | 2020年9月1日            | 2020年9月7日     | 0.3                      | 1.42.0            |
| 5    | 儘管好意，心也需要餘裕   | 2020年9月8日            | 2020年9月14日    | 0.370                    | 1.41.7            |
| 6    | 哭泣也不會改變           | 2020年9月15日           | 2020年9月21日    | 0.2                      | 1.11.2            |
| 7    | 隱藏不了的心             | 2020年9月22日           | 2020年9月28日    | 0.2                      | 1.01.1            |
| 8    | 我的意思是不能沒有你     | 2020年9月29日           | 2020年10月5日    | 0.281                    | 1.4               |
| 9    | 承擔你的心               | 2020年10月6日           | 2020年10月12日   | 待定                     | 1.01.2            |
| 10   | 你願意和我繼續走下去嗎？ | 2020年10月13日          | 2020年10月19日   | 0.3                      | 1.11.6            |

## 其他
- 智鉉寓、金昭誾、孫知賢與車秀妍是時隔八年繼MBC週末連續劇《千次的吻》後再度合作，金昭誾、孫知賢與車秀妍前次分別飾演智鉉寓飾演之角色張宇彬的堂嫂兼準小姨子于珠美、堂妹張秀雅與前女友韓郁京。

## 外部連結
- 官方網站 （页面存档备份，存于）

| MBC every1 火曜劇 | MBC every1 火曜劇                                    | MBC every1 火曜劇 |
| ----------------- | ---------------------------------------------------- | ----------------- |
|                   | （2020年8月11日－2020年10月13日）                    |                   |
| 新增時段          | 拜託不要見那個男人 （2020年12月28日－2020年1月18日） |                   |